# Paolo Vetri

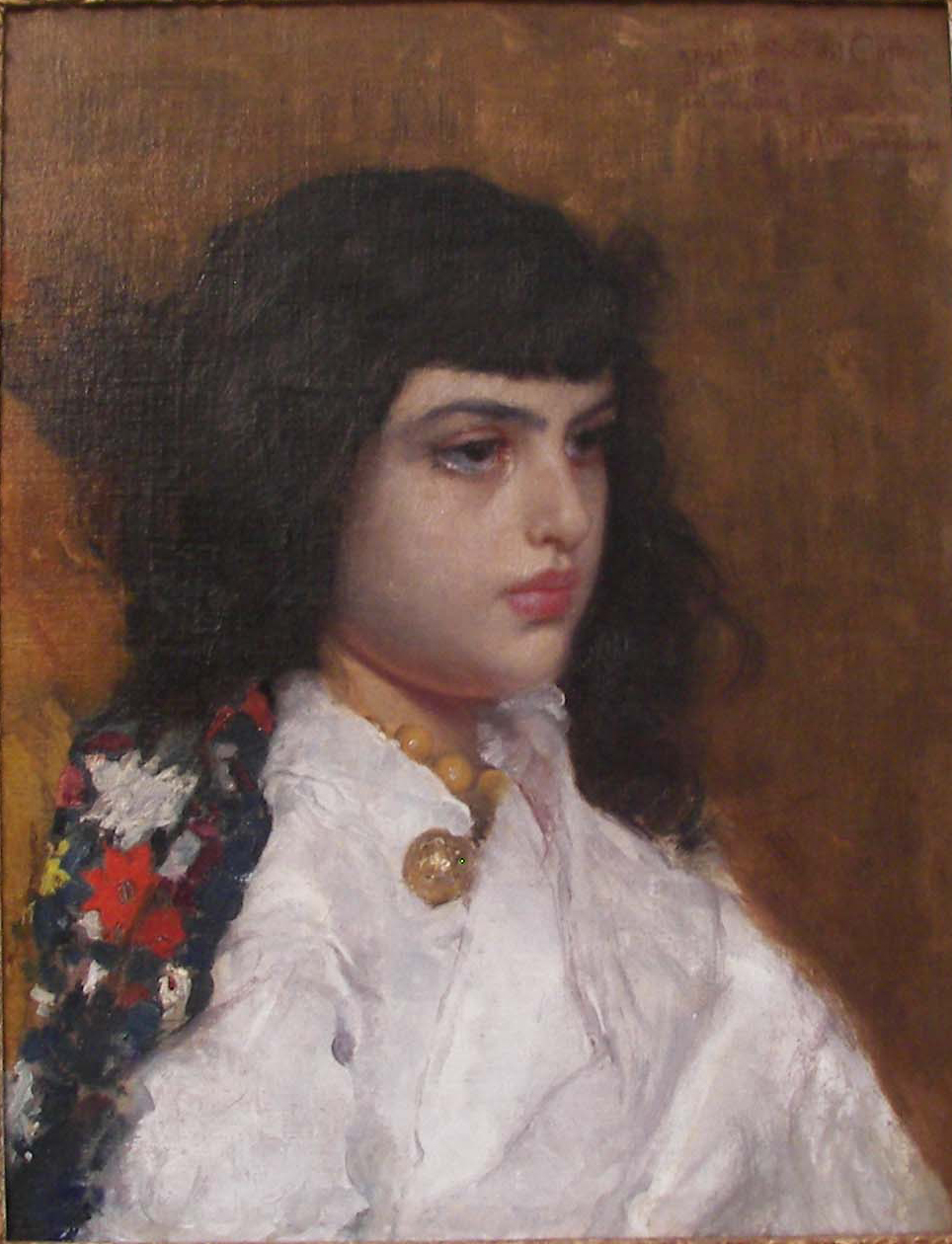
Paolo Vetri, Ritratto di fanciulla, Palazzo Comunale (Enna)

Paolo Vetri (Castrogiovanni, 2 febbraio 1855 – Napoli, 2 maggio 1937) è stato un pittore italiano.

## Biografia

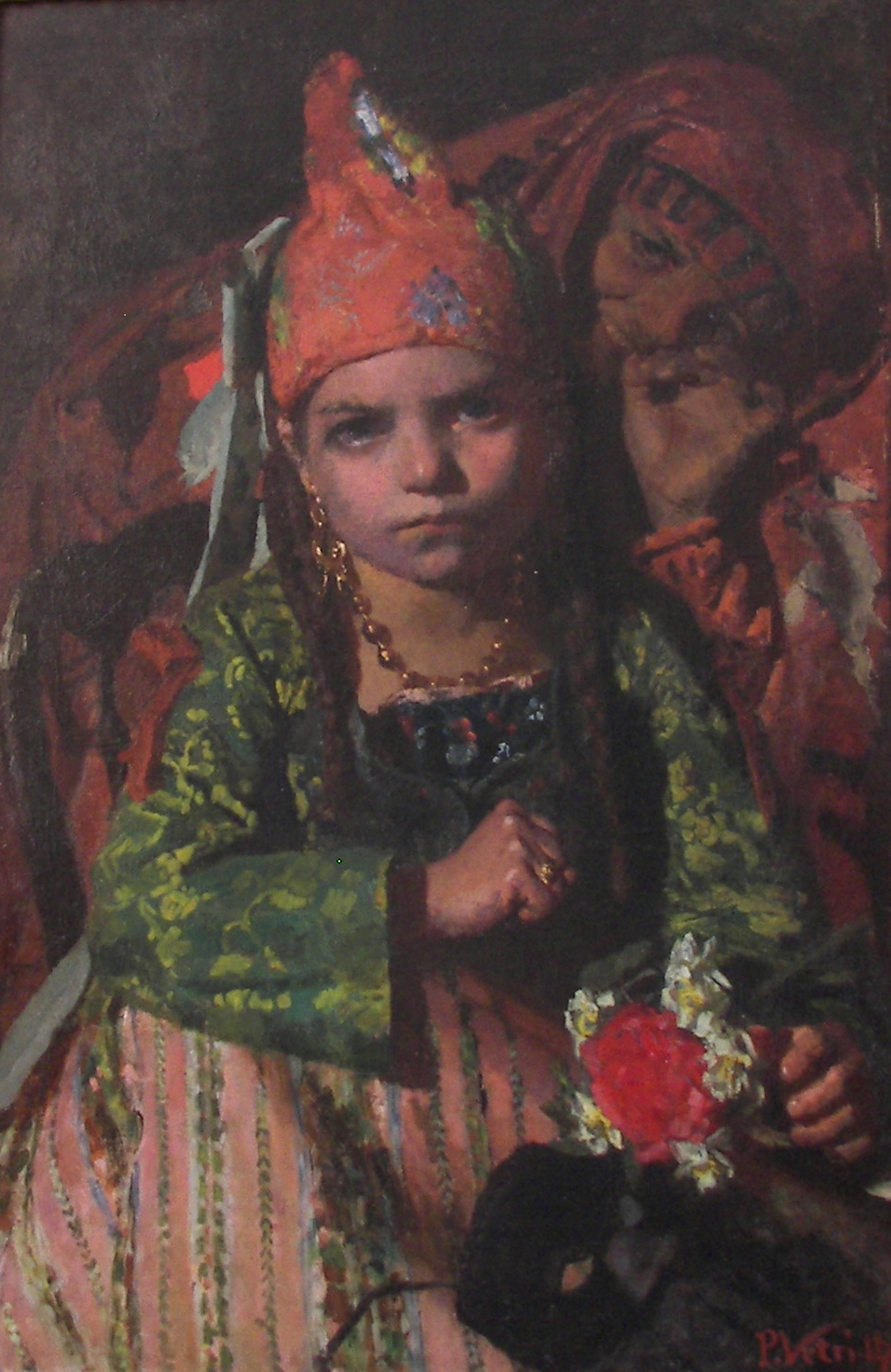
Paolo Vetri, Zingara, Palazzo Comunale (Enna)

Artista precoce, già a dodici anni riceve dal comune della città di Castrogiovanni (l'odierna Enna) una pensione mensile da 50 lire per le sue abilità nel disegno, dietro raccomandazione del politico Paolo Longi. Si trasferisce quindi a Napoli, per studiare alla scuola di Giuseppe Mancinelli dove incontra il pittore Domenico Morelli, che diventa prima suo maestro e poi suo suocero.
Dopo gli studi all'Istituto di Belle Arti di Napoli, nel 1874 conquista il primo posto nel concorso per il pensionato artistico della Sicilia, a pari merito con Ettore Ximenes. Partecipò molte volte alla mostra «Promotrice» di Napoli (fra queste, nel 1875, presentò Le mummie) e in un caso anche alla Mostra Nazionale di Napoli, dove vinse il primo premio.
A Napoli conobbe la pittrice Pia Galise e la avviò all'arte ritrattistica.
Nel 1876 eseguì i suoi primi affreschi nella Cappella della Villa Rotondo alle Due Porte.
Tre anni più tardi si sposta a Firenze, dove, per opera del suo amico Ettore De Maria Bergler viene influenzato dall'emergente stile dei macchiaioli, come si può ammirare in alcune opere come Convalescenza e Casa di campagna.
Partecipa negli anni a numerose mostre in giro per l'Italia e per l'Europa, non disdegnando affatto però di tornare spesso nella sua terra natia, di cui ci ha lasciato numerose testimonianze grafiche. Vetri è stato poi un artista molto ricercato per la pittura su affresco in tutta l'Italia Meridionale, come testimoniano le commissioni ricevute alla Chiesa del Gesù, alla Chiesa di Santa Brigida e alla Biblioteca Lucchesi Palli a Napoli (sale situate nel vecchio "Palazzo degli Studi", oggi Museo Archeologico Nazionale di Napoli), alla cupola della Chiesa di Sant'Alfonso a Pagani (SA), a Palermo nella Villa Pajno, alla Chiesa di San Francesco d'Assisi (Palermo) e all'Ospizio dei Ciechi, oltre che al Duomo di Amalfi e alla Chiesa di San Domenico Soriano a Frosinone.
Ha affrescato anche l'Aula Magna dell'Università di Napoli ed ha dipinto il sipario del Teatro di Santa Maria Capua Vetere, raffigurandovi Le Favole Atellane.

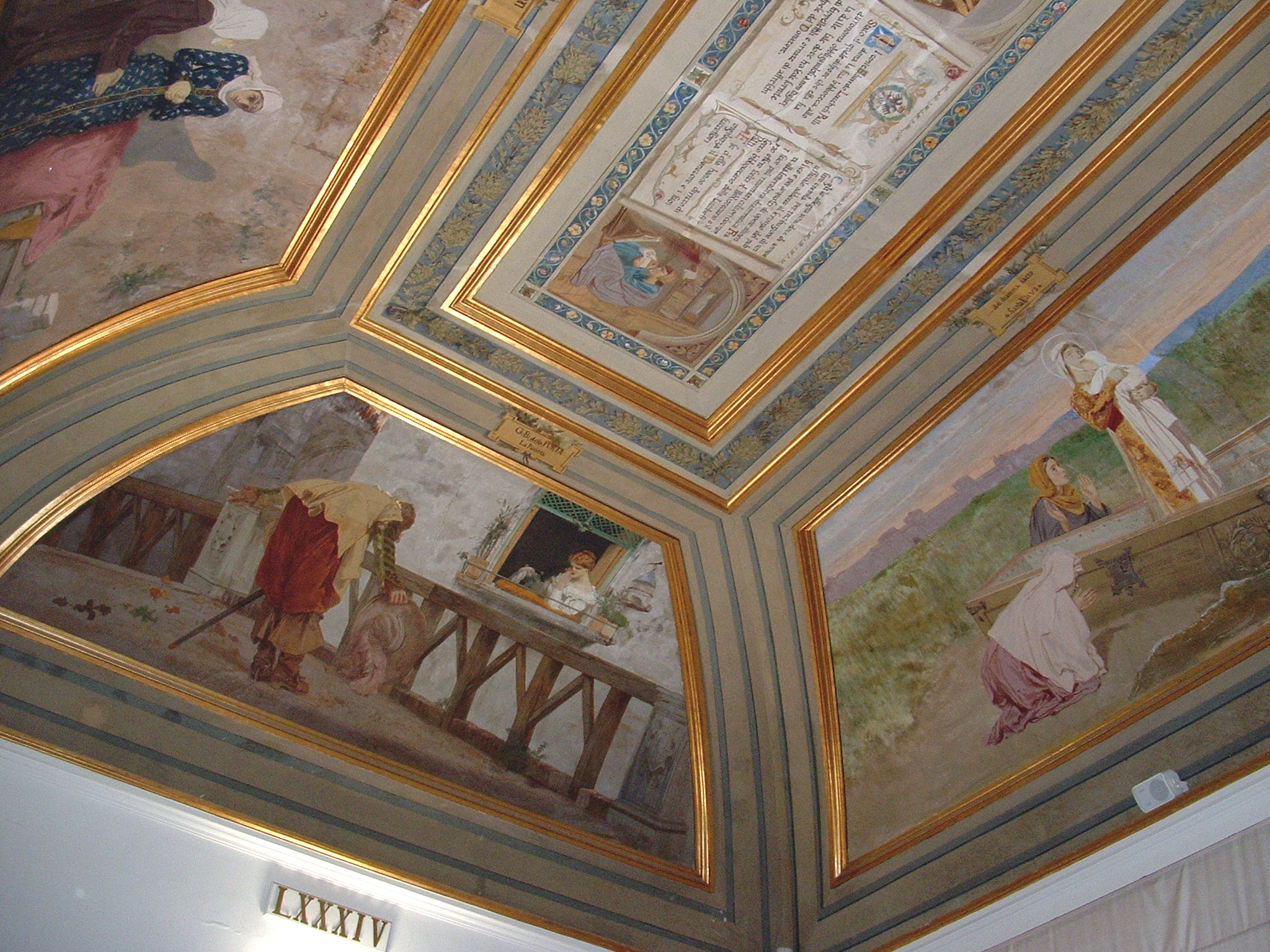
Museo Archeologico Nazionale di Napoli, Sala 84, Affreschi di Paolo Vetri per la Biblioteca Lucchesi Palli

Altri suoi dipinti sono ad oggi esposti in famosi musei ed edifici civili; fra questi degni di essere ricordati sono: Ritratto di vecchia (Museo Alessi di Enna), Ritratto di fanciulla e Zingara (Palazzo Comunale di Enna), Fanciulla che esce dal bagno e Dante e Virgilio dinanzi alla barca di Caronte (entrambi alla Galleria d'Arte Moderna di Palermo), San Gregorio Magno e San Giovanni Battista (pale d'altare della Cattedrale di Ragusa).
Ha insegnato per trent'anni all'Istituto di Belle Arti a Napoli, in cui aveva studiato in gioventù. La Galleria dell'Accademia di belle arti di Napoli possiede quattro dipinti, ad olio su tela, di Paolo Vetriː Autoritratto, 1870, 30,5x43,5 cm, saggio di scuola; Due autoritratti, 1870, 43x32 cm, saggio di scuola; Mezza figura di monaca, 1872, 46x68 cm, saggio di scuola; Studio di nudo, 1872, 52x74 cm. Possiede anche tre disegniː Mezza figura, 1870, carboncino e biacca, 16,8x38,8 cm; Studio di nudo, carboncino, 39x57,6 cm; Studio di nudo, 1870, carboncino, 43,3x60, cm.
Paolo Vetri è l'autore dell'opera didattica Teoria della Visione e della Prospettiva.

## Altre sue opere
- Museo, Palazzo Zevallos, Napoli.
- Cattedrale di San Giovanni (Ragusa): dipinto raffigurante San Giovanni giovane nel deserto, vero e proprio ex voto per la presenza della piccola marchesa Schininà, opera del 1906.
- Cattedrale di San Giovanni (Ragusa): dipinto raffigurante San Gregorio Magno, opera del XX secolo custodita nella cappella eponima.
- Cattedrale di San Andrea (Salerno)|Duomo di Amalfi (Salerno): Affresco raffigurante la Pesca miracolosa, opera del XX secolo
- San Filippo Neri in estasi, Trinità con angeli (tele), Arciconfraternita dei Pellegrini, Napoli